# Rörstorpegölen
Rörstorpegölen är en sjö i Linköpings kommun i Östergötland och ingår i Motala ströms huvudavrinningsområde.